# Ceratophyus hoffmannseggi
Ceratophyus hoffmannseggi — вид жесткокрылых семейства навозников-землероев.

## Описание

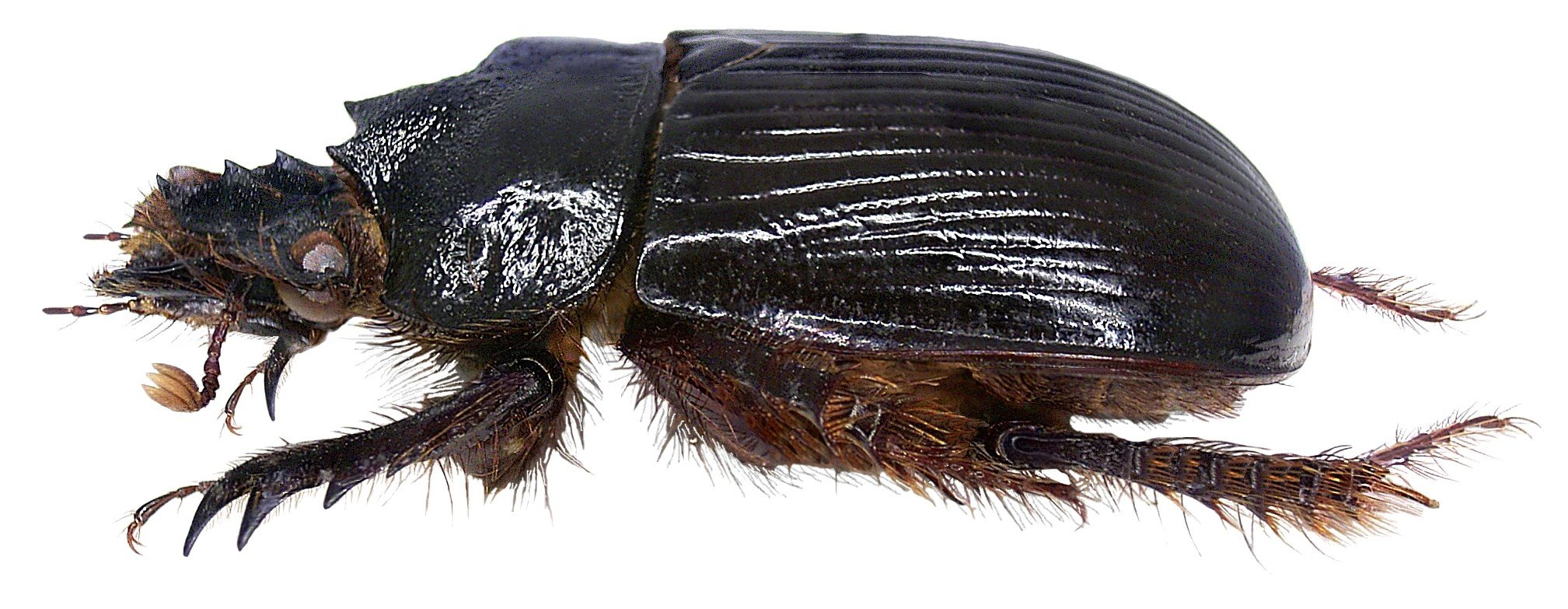
Самка. Вид сбоку.

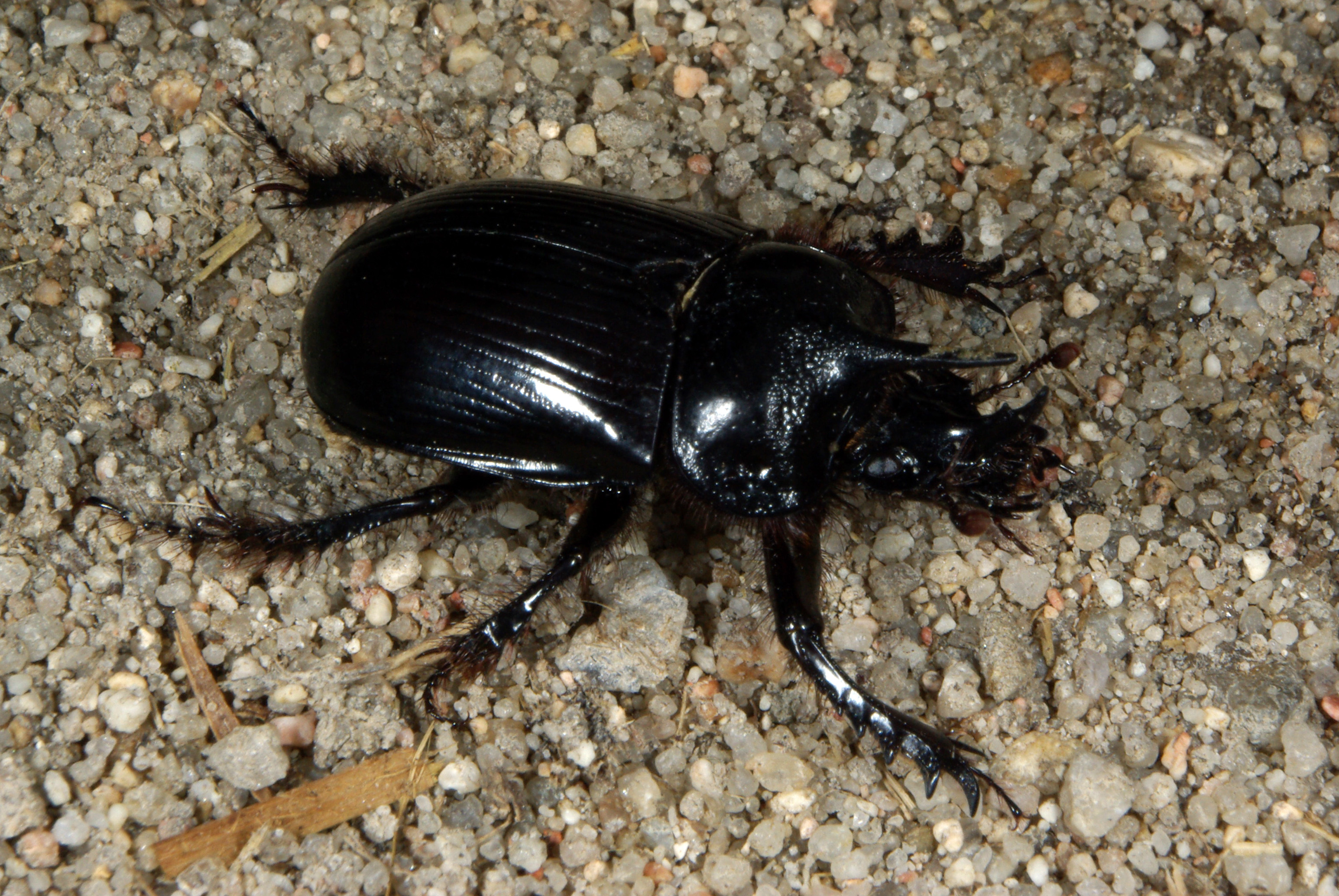
Самец

Длина тела 20—30 мм. Тело удлиненное, выпуклое, коричневого или смоляно-чёрного цвета. Низ тела густо покрыт чёрно-бурыми волосками. Предглазные лопасти угловато вытянуты. Щиток сердцевидный. Переднеспинка самцов с одним направленным вперёд рогом, у самок и самцов с закруглёнными передними углами.

## Ареал
Вид является эндемиком для Пиренейского полуострова и севера Марокко. В Испании обитает в провинциях Валенсия, Бургос, Вальядолид, Саламанка, Куэнка, Мадрид, Альбасете, Малага, Кордова, Севилья, Хаэн, Сьюдад-Реаль, Бадахос и Уэльва. В Португалии его находки известны из Фару, Бежа, Сетубал, Лиссабон, Эвора, Сантарим, Лейрия, Коимбра, Авейру и Брага. В Марокко встречается в провинциях Лараш и Тетуан. Это очень локально встречающийся вид.

## Биология
Вид встречается в различных местах обитания, от лугов до закрытых лесов, распределенных в различном широтном диапазоне. Часто встречается на влажных песчаных почвах, покрытых дубовыми лесами. Копрофаг, который питается на экскрементах лошадей, коров, овец, коз, оленей и кроликов. Жуки появляются во время первых дождей осенью. Откладывание яиц происходит в зимние месяцы. Выкапывает под навозом глубокие норы с многочисленными камерами в которые откладываются яйца с запасом пищи для личинок. Норы роют очень глубиной 1,5—2 м, непосредственно под кучами навоза. В верхней части норы находится небольшой горизонтальный участок, ниже которого нора почти отвесно уходит вниз. В конце норы находятся горизонтальные, широкие (диаметром около 5 см) и длинные (длиной до 25 см) ячейки, куда пара жуков запасает навоз для личинок. Таких ячеек жуки создают до 5 штук. Яйца откладываются не в навоз, а в почву около ячейки. Закончив питание, личинка окукливается. Вышедший из куколки жук зимует в норе.